# Чусівське сільське поселення
Чу́сівське сільське поселення (рос. Чусовское сельское поселение) — адміністративна одиниця у складі Верхньокамського району Кіровської області Росії. Адміністративний центр поселення — селище Чус.

## Історія
Станом на 2002 рік на території сучасного поселення існували такі адміністративні одиниці:
- Чусівський сільський округ (селища Ожмегово, Чус)

Поселення було утворене згідно із законом Кіровської області від 7 грудня 2004 року № 284-ЗО у рамках муніципальної реформи шляхом перетворення Чусівського сільського округу.

## Населення
Населення поселення становить 527 осіб (2017; 544 у 2016, 580 у 2015, 619 у 2014, 645 у 2013, 647 у 2012, 676 у 2010, 950 у 2002).

## Склад
До складу поселення входить 2 населених пункти:
| Населений пункт  | Населення, осіб (2002) | Населення, осіб (2010) |
| ---------------- | ---------------------- | ---------------------- |
| Ожмегово, селище | 426                    | 243                    |
| Чус, селище      | 524                    | 433                    |